# Педру-ду-Розариу

Педру-ду-Розариу на карте штата.

Педру-ду-Розариу (порт. Pedro do Rosário) — муниципалитет в Бразилии, входит в штат Мараньян. Составная часть мезорегиона Север штата Мараньян. Входит в экономико-статистический микрорегион Байшада-Мараньенси. Население составляет  22 732 человека на 2010 год. Занимает площадь 1749,885 км². Плотность населения — 12,99 чел./км².

## Демография
Согласно сведениям, собранным в ходе переписи 2010 г. Национальным институтом географии и статистики (IBGE), население муниципалитета составляет:
| Полное население                               | Полное население                               | Полное население                               | Полное население                               | 22 732 |
| ---------------------------------------------- | ---------------------------------------------- | ---------------------------------------------- | ---------------------------------------------- | ------ |
| в том числе:                                   | Городское население                            | 5890                                           | Процент городского населения, %                | 25,91  |
|                                                | Сельское население                             | 16 842                                         | Процент сельского населения, %                 | 74,09  |
|                                                | Мужское население                              | 11 836                                         | Процент мужского населения, %                  | 52,07  |
|                                                | Женское население                              | 10 896                                         | Процент женского населения, %                  | 47,93  |
| Плотность населения, чел/км²                   | Плотность населения, чел/км²                   | Плотность населения, чел/км²                   | Плотность населения, чел/км²                   | 12,99  |
| Население муниципалитета в % к населению штата | Население муниципалитета в % к населению штата | Население муниципалитета в % к населению штата | Население муниципалитета в % к населению штата | 0,35   |

По данным оценки 2016 года, население муниципалитета составляет 24 475 жителей.

## Статистика
- Валовой внутренний продукт на 2003 год составляет 21 362 228,00 реалов (данные: Бразильский институт географии и статистики).
- Валовой внутренний продукт на душу населения на 2003 год составляет 1000,71 реалов (данные: Бразильский институт географии и статистики).
- Индекс развития человеческого потенциала на 2000 год составляет 0,536 (данные: Программа развития ООН).